# او کلر
ایوکلیر، ویسکانسین  (به انگلیسی: Eau Claire) شهری در شهرستان چیپیوا ایوکلیر ایالت ویسکانسین است که در سال ۱۸۷۲ بنیان‌گذاری شده‌است. این شهر طبق سرشماری سال ۲۰۱۰ میلادی ۶۵٬۸۸۳ نفر جمعیت داشته‌است.

Sarge Boyd Bandshell - Owen Park